# Tomáš Vančura
Tomáš Vančura (10 settembre 1996) è un ex saltatore con gli sci ceco.

## Biografia
Attivo in gare FIS dal febbraio del 2015, Vančura ha esordito in Coppa del Mondo il 30 gennaio 2016 a Sapporo (37º) e ai Campionati mondiali a Lahti 2017, dove si è classificato 35º nel trampolino  normale, 42º nel trampolino lungo e 7º nella gara a squadre; ai successivi Mondiali di Seefeld in Tirol è stato 49º nel trampolino lungo e 8º nella gara a squadre.

## Palmarès

### Coppa del Mondo
- Miglior piazzamento in classifica generale: 47º nel 2017